# Tancrède Martel
Œuvres principales
- Les Folles Ballades (1879)

Tancrède Martel, pseudonyme de Joseph François Eugène Napoléon Gras, né le 16 mars 1856 à Marseille et mort le 17 décembre 1928 à Paris 9e, est un écrivain français considéré comme l'un des maîtres du roman historique français par ses pairs.

## Biographie
Après une jeunesse passée à Marseille, Tancrède Martel s'installe à Paris. Il y fréquente les Parnassiens et se lie d'amitié avec Jean Richepin, Maurice Bouchor, Raoul Ponchon et surtout Théodore de Banville, auquel il dédie son premier recueil, Les Folles Ballades (1879). Entre 1879 et 1880, il rencontre à Paris François Coppée, Barbey d’Aurevilly, Leconte de Lisle, puis bien après eux  Victor Hugo. Le succès des Folles Ballades a largement contribué à ces rencontres.
À la mort de Victor Hugo, en 1885, il est choisi parmi les disciples et amis du poète pour remplir les fonctions de commissaire aux obsèques. Il veilla le corps du poète sous l'Arc de Triomphe. Le 12 janvier 1909, il est nommé, par décret, au grade de chevalier de la Légion d'honneur sur rapport du ministre de l’Instruction publique et des Beaux-Arts.

### Chronique nécrologique
Chronique nécrologique de Benjamin Crémieux dans Les Nouvelles littéraires du 22 décembre 1928 : « Je n’ai pas vu ce que je vais dire mais celui qui me le contait en avait encore l’horreur dans les yeux. / Sur une paillasse, à même le sol, un cadavre de vieillard étendu, les pieds nus débordant, le corps dans une vieille chemise. On n’aurait pas trouvé dans la mansarde un drap pour l’ensevelir. / Ce vieillard mort de froid était Tancrède Martel, romancier, critique, poète — l’un des douze qui veillèrent le corps de Hugo sous l’Arc de triomphe. Banville avait aimé ses premiers vers. Il avait été parnassien avec un entraînement vers l’école de la vie qui triomphait alors avec Richepin. Il était l’ami de Barbey d’Aurevilly, de Coppée, de Mistral (il était de Provence). On citait ses refrains de ballades : Pillons du poivre et du café ! ou la Vieille rue est un recueil de contes. On louait ses romans historiques. / Puis, selon le mot d’Eugène Dors, une “palpitation du temps” a changé toutes les valeurs sur lesquelles vivait ce grand lettré. / Une mansarde, un grabat, la solitude, la mort de faim et de froid, ce fut la fin de son histoire / Il est beau que sans cesse la littérature s’enrichisse de noms nouveaux, il est juste que l’oubli recouvre celui qui n’est pas assez fort pour le vaincre. Tout de même il y a assez de place pour les jeunes, si l’on commençait à dire “place aux vieux.” » / Benjamin Crémieux.

## Œuvres
- Les Folles Ballades, imprimerie A. Quantin, Paris, 1879
- L'Homme à l'hermine, mœurs parisiennes, M. Dreyfous, Paris, 1886
- Les Poèmes à tous crins, A. Lemerre, Paris, 1887
- La Main aux dames, E. Giraud, Paris, 1885
- La Parpaillotte, E. Flammarion, Paris, 1888
- Paris païen, A. Savine, Paris, 1888
- Alfred de Vigny, un acte en vers, Odéon, Paris, 1897
- Pierrot préfet, tois actes en vers, la Bodinière, Paris, 1898
- Bérénice et Corneille, un acte en vers, Odéon, Paris, 1898
- La Prise du bandit Masca, E. Flammarion, Paris, 1907
- Blancaflour, histoire du temps des papes d'Avignon, P. Ollendorff, Paris, 1908
- Loin des autres, roman parisien, E. Fasquelle, Paris, 1909
- L'Afrancesada, édition du Monde illustré, Paris, 1909
- Rien contre la patrie, P. Ollendorff, Paris, 1909
- Mémoires et Œuvres de Napoléon, A. Michel, Paris, 1910.
- Château en Espagne, H. Falque, Paris, 1911
- La Flûte du chevalier Pèbre, E. Figuière, Paris, 1914
- Julien et Marguerite de Ravalet 1582-1603, A. Lemerre, Paris, 1920
- Ce que coûtent les rêves, A. Lemerre, Paris, 1921
- Léguée par amour, A. Lemerre, Paris, 1925
- La Déesse vaincue, roman, A. Lemerre, Paris, 1927

## Distinctions
- Prix Monbinne de l'Académie française en 1905 et 1911.
- Prix Lasserre (littérature) en 1921[2]

## Source
- Kilien Stengel, Les Poètes de la bonne chère, anthologie de poésie gastronomique, coll. « Petite Vermillon », éditions de la Table ronde, 2008  (ISBN 2710330733).
- Claude Anglès, La vie et l’œuvre de Tancrède Martel. Marseille, Imprimerie Nouvelle, 1930. In-12, broché, 76 p.
- Jules Belleudy, Tancrède Martel, poète et romancier. Paris, Édition du Provençal de Paris, 1912. In-16, broché, 29 p. Portrait.
- Kilien Stengel, Poètes du vin, Poètes divins, préfaces de Jean-Robert Pitte, collection Écriture, Éditions Archipel, 2012, p. 253  (ISBN 978-2-35905-056-1)